# هانس ياكوب
هانس ياكوب (بالألمانية: Hans Jakob)‏ هو ناشط إسبرنتو سويسري وألماني، ولد في 15 ديسمبر 1891 في هايدلبرغ في ألمانيا، وتوفي في 1967 في جنيف في سويسرا.